# Парламентские выборы в Лихтенштейне (1939)

Парламентские выборы в Лихтенштейне проходили 4 апреля 1939 года. Хотя новая пропорциональная избирательная система уже была введена для того, чтобы успокоить избирателей, обеспокоенных угрозой со стороны нацистской Германии, она не применялась на этих выборах, которые в результате стали известны как «молчаливые выборы», т.к. настоящее голосование не проводилось. Вместо этого правящая Прогрессивная гражданская партия и оппозиционный Патриотический союз сформировали коалицию, в которой распределили примерно поровну места в парламенте с целью не допустить пронацистское Германское национальное движение Лихтенштейна в парламент.

## Результаты
| Партия                              | Партия                              | Голосов | % | Мест | +/– |
| ----------------------------------- | ----------------------------------- | ------- | - | ---- | --- |
|                                     | Прогрессивная гражданская партия    |         |   | 8    | –3  |
|                                     | Патриотический союз                 |         |   | 7    | +3  |
| Всего                               | Всего                               |         |   | 15   | 0   |
| Зарегистрированных избирателей/Явка | Зарегистрированных избирателей/Явка |         |   | –    | –   |
| Источник: Nohlen & Stöver           |                                     |         |   |      |     |